# Semana Grande de San Sebastián

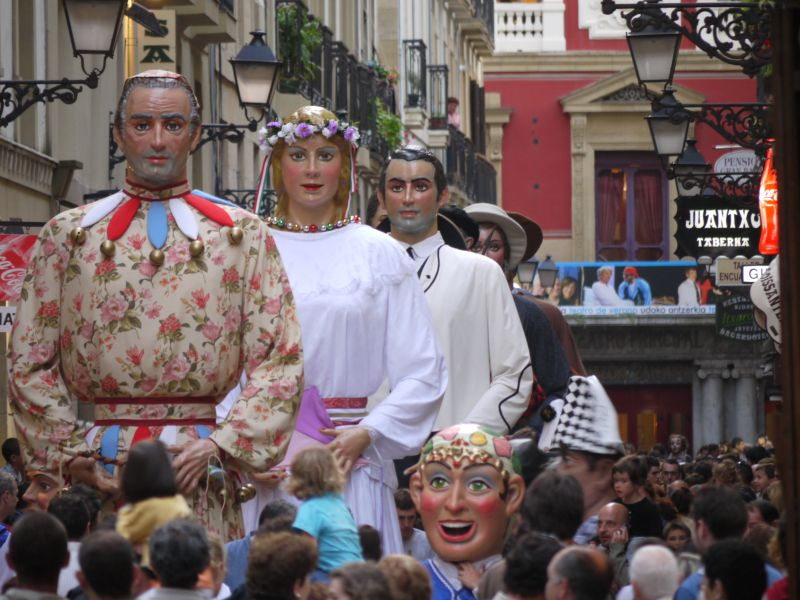
Comparsa de gigantes y cabezudos

La Semana Grande de San Sebastián (en euskara, Donostiako Aste Nagusia), es una de las principales fiestas del municipio español de San Sebastián, en Guipúzcoa. 
La Semana Grande tiene lugar siempre la semana alrededor del Día de la Asunción de la Virgen del 15 de agosto,de sábado a sábado, en la ciudad de San Sebastián. Durante esos días se celebran numerosas actividades festivas en la ciudad.
Entre ellas, el concurso de fuegos artificiales, en el que cada noche una pirotecnia realiza su actuación desde los jardines de Alderdi Eder, junto a la casa consistorial, sede del Ayuntamiento de San Sebastián.
Las carreras de caballos, con la tradicional Copa de Oro, los gigantes y cabezudos, conciertos diurnos y nocturnos o la ceremonia de la salve el día 14 en la Basílica de Santa María del Coro. son otros atractivos de la Semana Grande donostiarra.

## Historia
En 1876, tras la tercera guerra carlista, la ciudad de San Sebastián necesitaba recuperar la pérdida actividad turística como importante fuente de ingresos. Un emprendedor donostiarra, José Arana, con la ayuda del arquitecto municipal, José Goicoa, levantó en poco tiempo la Plaza de toros de Atocha.
Así pues, el origen de la Semana Grande estuvo estrechamente vinculado a la fiesta de los toros. En un principio se organizaban solamente algunas corridas de toros para entretener a un turismo incipiente. Arana creó los eslóganes 'Semana Monumental' y 'Gran Semana' y desde 1879 decidió llamar así a esta semana, «una hábil publicidad, tuvo inmediato eco, pues los carteles anunciándola se pegaron en todas las esquinas del País Vasco, en Aragón, La Rioja, Navarra y las provincias limítrofes del sur de Francia».
Más tarde se uniría el Ayuntamiento de San Sebastián organizando actividades alternativas como música, bailes, fuegos artificiales, etc. Paulatinamente la Semana Grande de San Sebastián fue ganando importancia.